# Гилления
Гилле́ния, или портера́нтус (лат. Gillenia) — небольшой род цветковых растений в составе семейства Розовые (Rosaceae).

## Название
Научное название Gillenia было дано роду Конрадом Мёнхом в 1802 году в честь немецкого ботаника XVII века Арнольда Гиллена. В 1894 году Натаниел Лорд Бриттон переименовал этот род в Porteranthus в честь американского ботаника Томаса Конрада Портера. Причиной переименования было то, что название Gillenia, точнее, его орфографический вариант Gillena, было использовано в 1763 году Мишелем Адансоном для рода клетра. В 1982 году было предложено законсервировать название Gillenia Moench и отвергнуть Gillena Adans. Однако вместо этого Международная ассоциация по таксономии растений в 1988 году признала название Адансона недействительным. Таким образом Porteranthus Britton является незаконным и избыточным (nomen superfluum) согласно статье 52.1 Международного кодекса ботанической номенклатуры.

## Ботаническое описание
Гиллении — многолетние травянистые растения с корневищами. Листья разделены на три листочка с зубчатыми краями, располагаются на коротких черешках. Верхние листья нередко почти сидячие.
Цветки обоеполые, на длинных цветоножках, собраны на концах стеблей в сложные метёлковидные или щитковидные соцветия-кисти. Чашечка разделена на 5 долей, нахлёстывающихся друг на друга. Венчик состоит из пяти белых или светло-кремовых, иногда розоватых лепестков. В каждом цветке имеются около 15 тычинок и 5 свободных пестиков. Семязачатков в завязи обычно более 2.
Плод — костистая листовка, содержащая от одного до четырёх довольно крупных семени. Число хромосом 2n = 18.

## Ареал и использование
Гиллении произрастают в восточной части Северной Америки. Северная граница ареала — канадская провинция Онтарио. Обычны в горных лиственных лесах.

## Классификация
|  |                                      |  |                                                             |                                                             |                   |  | ещё 8 семейств (согласно Системе APG II) | ещё 8 семейств (согласно Системе APG II) |                                    |  |        |  | 7 триб и род Лионотамнус | 7 триб и род Лионотамнус |  |
|  |                                      |  |                                                             |                                                             |                   |  | ещё 8 семейств (согласно Системе APG II) | ещё 8 семейств (согласно Системе APG II) |                                    |  |        |  | 7 триб и род Лионотамнус | 7 триб и род Лионотамнус |  |
|  |                                      |  |                                                             | порядок Розоцветные                                         |                   |  |                                          |                                          | подсемейство Сливовые              |  |        |  |                          |                          |  |
|  |                                      |  |                                                             | порядок Розоцветные                                         |                   |  |                                          |                                          | подсемейство Сливовые              |  | 2 вида |  |                          |                          |  |
|  | отдел Цветковые, или Покрытосеменные |  |                                                             |                                                             | семейство Розовые |  |                                          |                                          | род Гилления                       |  |        |  |                          |                          |  |
|  | отдел Цветковые, или Покрытосеменные |  |                                                             |                                                             |                   |  |                                          |                                          |                                    |  |        |  |                          |                          |  |
|  |                                      |  | ещё 44 порядка цветковых растений (согласно Системе APG II) | ещё 44 порядка цветковых растений (согласно Системе APG II) |                   |  |                                          | подсемейства Розановые и Дриадовые       | подсемейства Розановые и Дриадовые |  |        |  |                          |                          |  |
|  |                                      |  |                                                             | ещё 44 порядка цветковых растений (согласно Системе APG II) |                   |  |                                          |                                          | подсемейства Розановые и Дриадовые |  |        |  |                          |                          |  |

### Синонимы
- Porteranthus Britton, 1894, nom. superfl.

### Виды
- Gillenia trifoliata (L.) Moench, 1802 — Гилления трёхлистная
- Gillenia stipulata (Muhl. ex Willd.) Nutt., 1817 — Гилления прилистниковая